# Gastón Esmerado
Gastón Rubén Esmerado (Lomas de Zamora, 8 de febrero de 1978), más conocido por su apodo el Gato, es un exfutbolista y actual entrenador argentino, que jugaba como mediocampista y dirige al equipo de Deportivo Madryn, de la Primera Nacional de Argentina.

## Trayectoria

### Como jugador
Formó parte del plantel de Arsenal a partir de 1999 y logró el ascenso a la Primera División de Argentina en el 2002. Diez años más tarde fue parte del equipo campeón del Torneo Clausura 2012, de la Supercopa Argentina 2012 y de la Copa Argentina 2012-13.
Después de pasar por varios clubes, el 2 de noviembre de 2015 disputó su último partido como profesional, en el que marcó de penal el gol de la victoria por 1 a 0 de Arsenal sobre Defensa y Justicia. Cuatro minutos más tarde, a los 13 del primer tiempo, fue reemplazado por Ramiro Carrera, para recibir la ovación del público local.

### Como entrenador
En septiembre de 2016, se convirtió en el entrenador de Guillermo Brown de Puerto Madryn. Con el club afrontó la Primera B Nacional 2016-17. La gran campaña le permitió disputar hasta la última fecha el segundo ascenso, sin poder conseguirlo.
En noviembre de 2017 pasó a ser técnico de Temperley; sin embargo no consiguió realizar una buena campaña. Finalmente, tras el descenso y no conseguir un buen inicio en la B Nacional, decidió renunciar.
Al poco tiempo asumió como técnico de Almagro, donde se quedaría por el resto de la temporada 2018/19, renunciando tras quedar eliminado del Reducido. Rápidamente, pasó a ser técnico de Nueva Chicago; pero tras un fugaz período de malos resultados, renunció y volvió a ser técnico de Almagro. En enero de 2021, pasó a ser técnico de Defensores de Belgrano; sin embargo, a pesar de una regular campaña, dejó el cargo tras caer 6 a 1 de local ante Tristán Suárez.
En noviembre de 2022, se confirmó el regreso de Esmerado a Guillermo Brown como director técnico para la temporada 2023. Sin embargo, su dirección técnica llegó a su final luego de protagonizar un incidente en el entretiempo del partido que disputaba el club ante Defensores de Belgrano el 9 de julio, donde el árbitro suspendió el partido acusando una agresión del cuerpo técnico. Al día siguiente, de común acuerdo, el contrato de Esmerado fue rescindido. Semanas después, el Tribunal de Disciplina de la AFA lo sancionó con una suspensión de 12 fechas.

## Clubes

### Como jugador
| Club                    | País      | Años      |
| ----------------------- | --------- | --------- |
| Lanús                   | Argentina | 1996-1999 |
| Arsenal                 | Argentina | 2000-2005 |
| Estudiantes de La Plata | Argentina | 2006      |
| Colón                   | Argentina | 2006-2007 |
| Guaraní                 | Paraguay  | 2007      |
| Skoda Xanthi            | Grecia    | 2008      |
| Huracán                 | Argentina | 2008-2010 |
| Arsenal                 | Argentina | 2010-2015 |

### Como entrenador
| Equipo                           | Div.          | Temporada     | Liga | Liga | Liga | Liga |    | Copa | Copa | Copa | Copa |   | Internacional | Internacional | Internacional | Internacional |    | Totales | Totales     | Totales | Totales | Totales | Totales | Totales | Totales | Totales |
| Equipo                           | Div.          | Temporada     | PD   | G    | E    | P    | PD | G    | E    | P    | PD   | G | E             | P             | PD            | G             | E  | P       | Rendimiento | GF      | GC      | Dif.    | Ptos.   |         |         |         |
| -------------------------------- | ------------- | ------------- | ---- | ---- | ---- | ---- | -- | ---- | ---- | ---- | ---- | - | ------------- | ------------- | ------------- | ------------- | -- | ------- | ----------- | ------- | ------- | ------- | ------- | ------- | ------- | ------- |
| Guillermo Brown Argentina        | 2.ª           | 2016-17       | 39   | 18   | 15   | 6    | 1  | 1    | 0    | 0    | -    | - | -             | -             | 40            | 19            | 15 | 6       | 60%         | 51      | 26      | +25     | 72      |         |         |         |
| Temperley Argentina              | 1.ª           | 2017-18       | 19   | 4    | 7    | 8    | 3  | 3    | 0    | 0    | -    | - | -             | -             | 22            | 7             | 7  | 8       | 42.43%      | 25      | 29      | -4      | 28      |         |         |         |
| Temperley Argentina              | 2.ª           | 2018-19       | 4    | 0    | 1    | 3    | -  | -    | -    | -    | -    | - | -             | -             | 4             | 0             | 1  | 3       | 8.33%       | 4       | 8       | -4      | 1       |         |         |         |
| Temperley Argentina              | Total         | Total         | 23   | 4    | 8    | 11   | 3  | 3    | 0    | 0    | -    | - | -             | -             | 26            | 7             | 8  | 11      | 37.18%      | 29      | 37      | -8      | 29      |         |         |         |
| Club Almagro Argentina           | 2.ª           | 2018-19       | 11   | 5    | 4    | 2    | 1  | 0    | 1    | 0    | -    | - | -             | -             | 12            | 5             | 5  | 2       | 55.56%      | 19      | 12      | +7      | 20      |         |         |         |
| Nueva Chicago Argentina          | 2.ª           | 2019-20       | 6    | 0    | 4    | 2    | -  | -    | -    | -    | -    | - | -             | -             | 6             | 0             | 4  | 2       | 22.22%      | 6       | 10      | -4      | 4       |         |         |         |
| Nueva Chicago Argentina          | Total         | Total         | 6    | 0    | 4    | 2    | -  | -    | -    | -    | -    | - | -             | -             | 6             | 0             | 4  | 2       | 22.22%      | 6       | 10      | -4      | 4       |         |         |         |
| Club Almagro Argentina           | 2.ª           | 2019-20       | 15   | 5    | 5    | 5    | 2  | 1    | 0    | 1    | -    | - | -             | -             | 17            | 6             | 5  | 6       | 45.09%      | 13      | 18      | -5      | 23      |         |         |         |
| Club Almagro Argentina           | 2.ª           | 2020          | 7    | 4    | 0    | 3    | -  | -    | -    | -    | -    | - | -             | -             | 7             | 4             | 0  | 3       | 57.14%      | 7       | 5       | +2      | 12      |         |         |         |
| Club Almagro Argentina           | Total         | Total         | 33   | 14   | 9    | 10   | 3  | 1    | 1    | 1    | -    | - | -             | -             | 36            | 15            | 10 | 11      | 50.93%      | 39      | 35      | +4      | 55      |         |         |         |
| Defensores de Belgrano Argentina | 2.ª           | 2021          | 16   | 4    | 9    | 3    | 2  | 1    | 0    | 1    | -    | - | -             | -             | 18            | 5             | 9  | 4       | 44.45%      | 19      | 20      | -1      | 24      |         |         |         |
| Defensores de Belgrano Argentina | Total         | Total         | 16   | 4    | 9    | 3    | 2  | 1    | 0    | 1    | -    | - | -             | -             | 18            | 5             | 9  | 4       | 44.45%      | 19      | 20      | -1      | 24      |         |         |         |
| Guillermo Brown Argentina        | 2.ª           | 2023          | 22   | 5    | 9    | 8    | -  | -    | -    | -    | -    | - | -             | -             | 22            | 5             | 9  | 8       | 34.85%      | 21      | 24      | -3      | 24      |         |         |         |
| Guillermo Brown Argentina        | Total         | Total         | 61   | 23   | 24   | 14   | 1  | 1    | 0    | 0    | -    | - | -             | -             | 62            | 24            | 24 | 14      | 51.61%      | 72      | 50      | +22     | 96      |         |         |         |
| Deportivo Madryn Argentina       | 2.ª           | 2024          | 5    | 0    | 1    | 4    | -  | -    | -    | -    | -    | - | -             | -             | 5             | 0             | 1  | 4       | 6.67%       | 1       | 6       | -5      | 1       |         |         |         |
| Deportivo Madryn Argentina       | Total         | Total         | 5    | 0    | 1    | 4    |    | 0    | 0    | 0    | 0    |   | -             | -             | -             | -             |    | 5       | 0           | 1       | 4       | 6.67%   | 1       | 6       | -5      | 1       |
| Total carrera                    | Total carrera | Total carrera | 144  | 45   | 55   | 44   |    | 9    | 6    | 1    | 2    |   | -             | -             | -             | -             |    | 153     | 51          | 56      | 46      | 45.53%  | 166     | 156     | +10     | 209     |
| 1.                               |               |               |      |      |      |      |    |      |      |      |      |   |               |               |               |               |    |         |             |         |         |         |         |         |         |         |

#### Resumen de competiciones
| Competición                   | Partidos | Ganados | Empatados | Perdidos | Rendimiento | Mejor resultado  |
| ----------------------------- | -------- | ------- | --------- | -------- | ----------- | ---------------- |
| Primera División de Argentina | 19       | 4       | 7         | 8        | 33.33%      | 25.º Lugar       |
| Primera B Nacional            | 125      | 41      | 48        | 36       | 45.6%       | 3.º Lugar        |
| Copa Argentina                | 9        | 6       | 1         | 2        | 70.37%      | Cuartos de final |
| Total                         | 153      | 51      | 56        | 46       | 45.53%      | -                |

## Palmarés

### Como jugador
| Título                        | Club    | País      | Año     |
| ----------------------------- | ------- | --------- | ------- |
| Primera División de Argentina | Arsenal | Argentina | 2012-C  |
| Supercopa Argentina           | Arsenal | Argentina | 2012    |
| Copa Argentina                | Arsenal | Argentina | 2012-13 |